# Berger Picard
El Berger Picard o Pastor de Picardía es una raza canina de origen francés de perro pastor.
Esta raza estuvo a punto de extinguirse tras las guerras mundiales y aún hoy es una raza poco frecuente. Se trata de un perro orientado al trato humano, leal y adecuado como mascota si está socializado desde su nacimiento.
El Berger de Picardie fue reconocido por el United Kennel Club el 1 de enero de 1994.

## Salud
Al adoptar un Berger, hay que tener por escrito sus radiografías de cadera que descarten una displasia de cadera así como informes sobre su vista ya que son las dolencias más frecuentes. Su expectativa de vida es de unos 13 años.